# Volmachtenwet
Een volmachtenwet, ook wel bijzondere- of buitengewonemachtenwet genoemd, geeft een zeer ruime bevoegdheid aan de Koning (in de praktijk de regering) van België. In de materies die worden aangewezen in deze wet mag hij de bestaande wetten wijzigen door middel van koninklijk besluit. Dit kan echter ook via opdrachtwetten, maar dan is de opdracht duidelijk omschreven waar bij volmachtenwetten het gaat om een hele reeks domeinen.

## Voorwaarden waaraan voldaan moet worden
Door een volmachtenwet geeft het parlement een deel van zijn bevoegdheden tijdelijk af. Daarom wordt dit aan voorwaarden onderworpen, die zijn terug te vinden in de adviezen van de Raad van State en de rechtspraak. Er is geen aparte regeling voor in de Belgische Grondwet.
1. Volmachten kunnen alleen in bijzondere omstandigheden van crisis (economisch, financieel,…). De wetgever interpreteert wat een crisis is en wanneer het nodig is machten te geven aan de Koning omdat het parlement niet meer efficiënt kan optreden. Dit was bijvoorbeeld het geval in 1996 om in korte tijd de Maastrichtnorm te kunnen behalen. Ook in maart 2020 moest de uitvoerende macht snel maatregelen kunnen nemen om de verspreiding van het coronavirus (COVID-19) te kunnen bedwingen.
2. Ze worden verleend voor de duur van de crisis: een redelijk korte termijn van meestal 6 maanden.
3. De wetgever mag geen bevoegdheden geven die in strijd zijn met de Grondwet: men kan geen voorbehouden aangelegenheden doorgeven en men kan ook geen bevoegdheden van gemeenschappen en gewesten toekennen aan de Koning. Zo mag men bijvoorbeeld fiscaliteit niet doorgeven omdat de Grondwet bepaalt dat dit bij wet moet geregeld worden.
4. De machten moeten toch vrij precies bepaald zijn. Dit volgt uit art. 105 GW. Men stelt vaak een bepaalde doelstelling en de Koning krijgt de bevoegdheden die nodig zijn om dit te realiseren. Deze voorwaarde wordt vaak niet nageleefd.
5. De wetgever kan zelf een aantal extra voorwaarden opleggen:
  1. Verplicht advies vragen aan de Raad van State. Dit advies moet gepubliceerd worden.
  2. De KB’s moeten worden overgelegd in de ministerraad.
  3. Hierover verslag uitbrengen aan het parlement.
  4. Achteraf moeten alle KB’s bekrachtigd worden door de wetgever (sinds 1939). Van al die besluiten is er ooit maar 1 niet bekrachtigd, hoewel het per bijzondere macht om honderden KB’s gaat.

## Statuut van die Koninklijke besluiten
De wetgever staat aan de Koning toe om op meer vlakken een besluit te nemen. Die besluiten komen meestal in plaats van bestaande wetten. Om de besluiten die onder het regime van de volmachtenwet vallen te onderscheiden van de gewone KB's, worden die KB's genummerd.
Na de periode van de bijzondere machten kan de Koning de KB’s niet meer wijzigen, dan kunnen ze enkel nog gewijzigd worden door de wetgever. Omdat het KB’s zijn vallen ze onder de bevoegdheid van de Raad van State en mag de rechter weigeren ze toe te passen wanneer ze in strijd zijn met de Grondwet. Hierbij moet de rechter er wel voor oppassen om niet de volmachtenwet ongrondwettig te verklaren (waar hij niet bevoegd voor is) en bovendien moet hij steeds de regel van de grondwetsconforme interpretatie toepassen.
Vanaf dat ze bekrachtigd worden door het parlement krijgen ze echter de rang van wet en kunnen ze enkel nog getoetst worden door het Grondwettelijk Hof

## Democratisch gehalte
Over het algemeen stelt men zich vragen bij het democratisch gehalte van deze regeling. Hierover de volgende opmerkingen:
- Het is algemeen aanvaard en de mogelijkheid is voorzien in de grondwet (de wetgever kan de koning extra bevoegdheden toekennen). Bovendien is de bevoegdheidsverdeling in de grondwet erg beperkt, slechts van enkele bevoegdheden is uitdrukkelijk bepaald dat ze aan de wetgever toekomen.
- De regering staat tijdens de uitoefening van bijzondere machten onder permanente controle van het parlement en bovendien verliest het parlement in die periode haar bevoegdheid niet (→ kan zelf ook optreden).
- De mogelijkheid van inbreng door de oppositie is hier echter veel kleiner in. Vandaar dat het alleen in tijden van crisis mag voorkomen.

De stelling dat deze bijzondere machten toegelaten zijn in het Belgisch recht heeft de bovenhand gehaald. Wanneer de regering echter volmachten vraagt aan het parlement krijgt zij steeds de wind van voren vanwege de oppositie.

## Gevallen waarin gebruik werd gemaakt van volmachtenwetten
- Volmachtenwetten in verband met de economische crisis van de jaren 1930 en de begrotingsproblemen:
  - Wet van 16 juli 1926 betreffende zekere te nemen maatregelen het oog op de verbetering van den financieelen toestand (onder de regering-Jaspar I)
  - Wet van 30 december 1932 houdende uitvaardiging van verschillende maatregelen tot verzekering van het begrootingsevenwicht en van de werking van den dienst van ontvangsten en uitgaven (onder de regering-De Broqueville III)
  - Wet van 17 mei 1933 waarbij aan de Regering de bevoegdheid wordt toegekend om haar toe te laten sommige maatregelen te treffen met het oog op het financieel herstel en het verwezenlijken van het begrotingsevenwicht (onder de regering-De Broqueville III)
  - Wet van 31 juli 1934, uitgebreid en verlengd op 7 december 1934 en 30 maart 1935, waarbij aan den Koning bepaalde machten worden toegekend met het oog op het economisch en financieel herstel en de vermindering van de openbare lasten
  - Wet van 10 juni 1937
  - Wet van 1 mei 1939 waarbij aan den Koning bepaalde machten worden toegekend voor het gezondmaken en in evenwicht brengen van de openbare financiën, het bekomen van gunstiger voorwaarden voor de ontwikkeling van 's lands economie en het voorzien in andere dringende noodwendigheden

- Volmachtenwetten in verband met begrotingsproblemen en de economische crisis van de jaren zeventig en '80:
  - Wet 12 maart 1957
  - Wet 14 juli 1959
  - Wet 14 februari 1961
  - Wet 31 maart 1967
  - Wetten 4 en 5 augustus 1978
  - Wet 8 augustus 1980
  - Wet 10 februari 1981
  - Wet 2 juli 1981
  - Wet 2 februari 1982
  - Wet 6 juli 1983
  - Wet 5 maart 1984
  - Wet 27 maart 1986
- Wet van 26 juli 1996 strekkende tot realisatie van de budgettaire voorwaarden tot deelname van België aan de Europese Economische en Monetaire Unie en tot modernisering van de sociale zekerheid en tot vrijwaring van de leefbaarheid van de wettelijke pensioenstelsels. Door de regering van Jean-Luc Dehaene werd ontkend dat dit een bijzondere machtenwet was, maar de Raad van State heeft dit onomstotelijk vastgesteld.
- 2005: Momenteel loopt er een periode van bijzondere machten om ontsporingen in het budget van de sociale zekerheid te corrigeren.
- 2009: bijzondere machten om snel te kunnen optreden wanneer de Mexicaanse griep in België een pandemie zou worden.
- 27 maart 2020: Wetten (I en II) die machtiging verlenen aan de Koning om maatregelen te nemen in de strijd tegen de verspreiding van het coronavirus COVID-19